# 1045 Michela
Az 1045 Michela (ideiglenes jelöléssel 1924 TR) a Naprendszer kisbolygóövében található aszteroida. George Van Biesbroeck fedezte fel 1924. november 19-én.